# Breitunger Seen
Das Naturschutzgebiet Breitunger Seen liegt im Landkreis Schmalkalden-Meiningen in Thüringen. Es umfasst die beiden Breitunger Seen und erstreckt sich südlich direkt anschließend an den Kernort der Gemeinde Breitungen/Werra. Östlich des Gebietes verläuft die Kreisstraße K 86 und fließt die Werra.

## Bedeutung
Das 74,5 ha große Gebiet mit der NSG-Nr. 97 wurde im Jahr 1967 unter Naturschutz gestellt.